# Mabie, Kalifornien
Mabie är en ort i Plumas County i delstaten Kalifornien, USA.